# 크리물다시

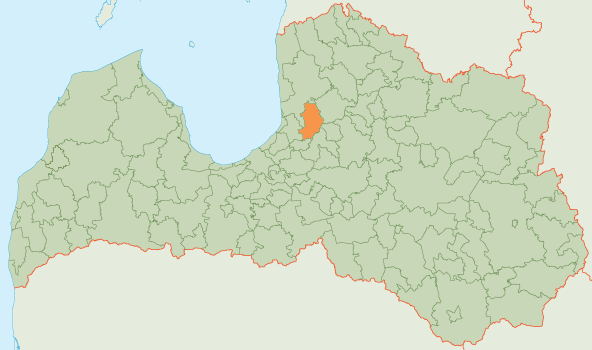
크리물다 시의 위치

크리물다시(라트비아어: Krimuldas novads)는 라트비아의 지방 자치체로 행정 중심지는 라가나이며 면적은 339.1km2, 인구는 5,803명(2009년 기준), 인구 밀도는 17명/km2이다. 2개 교구를 관할한다.